# Franca Airport
Franca Airport är en flygplats i Brasilien.   Den ligger i kommunen Franca och delstaten São Paulo, i den sydöstra delen av landet, 500 km söder om huvudstaden Brasília. Franca Airport ligger 1 002 meter över havet.
Terrängen runt Franca Airport är platt åt nordost, men åt sydväst är den kuperad. Franca Airport ligger uppe på en höjd. Runt Franca Airport är det tätbefolkat, med 257 invånare per kvadratkilometer.. Närmaste större samhälle är Franca, 6,2 km norr om Franca Airport.
Omgivningarna runt Franca Airport är huvudsakligen savann.